# Хименес (муниципалитет Коауилы)
Химе́нес (исп. Jiménez) — муниципалитет в Мексике, штат Коауила, с административным центром в одноимённом городе. Численность населения, по данным переписи 2020 года, составила 9502 человека.

## Общие сведения
Название Jiménez дано в честь одного из участников войны за независимость Мексики генерала Хосе Марьяно Хименеса (исп. José Mariano Jiménez).
Площадь муниципалитета равна 2201 км², что составляет 1,45 % от площади штата, а наивысшая точка — 402 метра, расположена в поселении Эль-Аламо.
Он граничит с другими муниципалитетами штата Коауилы: на севере с Акуньей, на юго-востоке с Пьедрас-Неграсом, на юге и западе с Сарагосой, а на востоке проходит государственная граница с США.

## Учреждение и состав
Муниципалитет был образован в 1875 году, в его состав входит 114 населённых пунктов, самые крупные из которых:
| Код INEGI                  | Населённый пункт                                                                 | Численность населения (2005 год) | Численность населения (2010 год) | Численность населения (2020 год) |
| -------------------------- | -------------------------------------------------------------------------------- | -------------------------------- | -------------------------------- | -------------------------------- |
| 014                        | Всего                                                                            | 9768                             | 9935                             | 9502                             |
| 0020                       | Сан-Карлос (исп. San Carlos) 29°01′35″ с. ш. 100°54′12″ з. д.                    | 3007                             | 3126                             | 3303                             |
| 0001                       | Хименес (исп. Jiménez) 29°04′13″ с. ш. 100°40′27″ з. д. (административный центр) | 1200                             | 1160                             | 1162                             |
| 0022                       | Санта-Мария (исп. Santa María) 29°14′30″ с. ш. 100°51′21″ з. д.                  | 831                              | 929                              | 997                              |
| 0006                       | Мадеро-дель-Рио (исп. Madero del Río) 29°13′34″ с. ш. 100°49′30″ з. д.           | 558                              | 506                              | 468                              |
| 0011                       | Эль-Орегано (исп. El Orégano) 29°02′39″ с. ш. 101°02′01″ з. д.                   | 392                              | 498                              | 461                              |
| 0018                       | Пурисима (исп. Purísima) 29°11′09″ с. ш. 100°47′42″ з. д.                        | 419                              | 456                              | 382                              |
| 0014                       | Пальмира (Виктория) (исп. Palmira (Victoria)) 28°59′09″ с. ш. 100°46′44″ з. д.   | 396                              | 428                              | 370                              |
| —                          | Прочие                                                                           | 2965                             | 2832                             | 2359                             |
| Названия на карте Генштаба |                                                                                  |                                  |                                  |                                  |

## Экономическая деятельность
По статистическим данным 2000 года, работоспособное население занято по секторам экономики в следующих пропорциях:
- сельское хозяйство, скотоводство и рыбная ловля — 25,5 %;
- промышленность и строительство — 55,7 %;
- торговля, сферы услуг и туризма — 18 %;
- безработные — 0,8 %.

## Инфраструктура
По статистическим данным 2010 года, инфраструктура развита следующим образом:
- электрификация: 95,9 %;
- водоснабжение: 73,9 %;
- водоотведение: 71 %.

## Фотографии

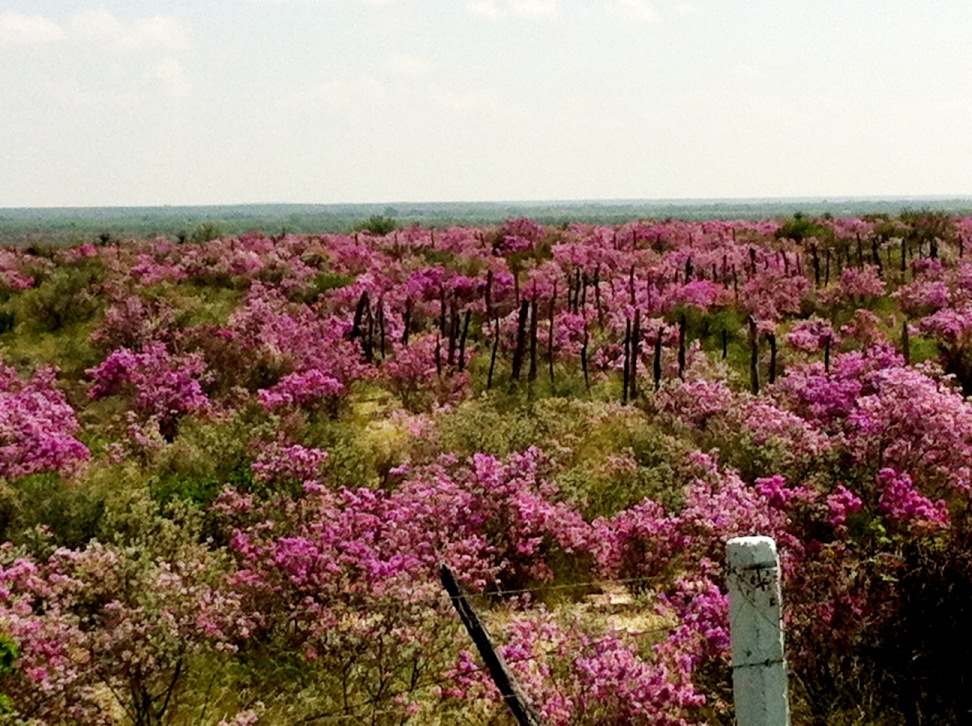
Цветущие кустарники ма́ри
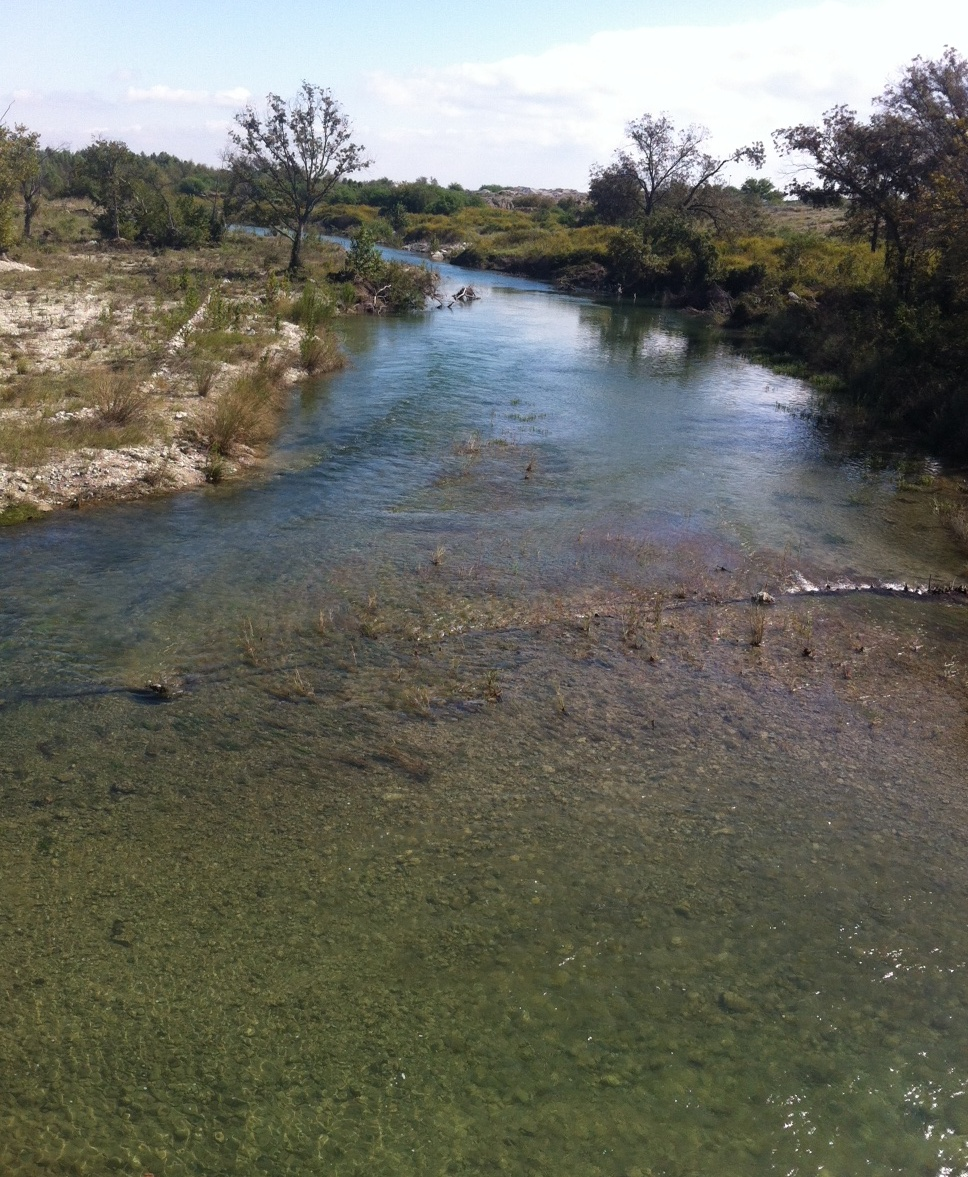
Река Сан-Родриго